# Crabtree & Evelyn

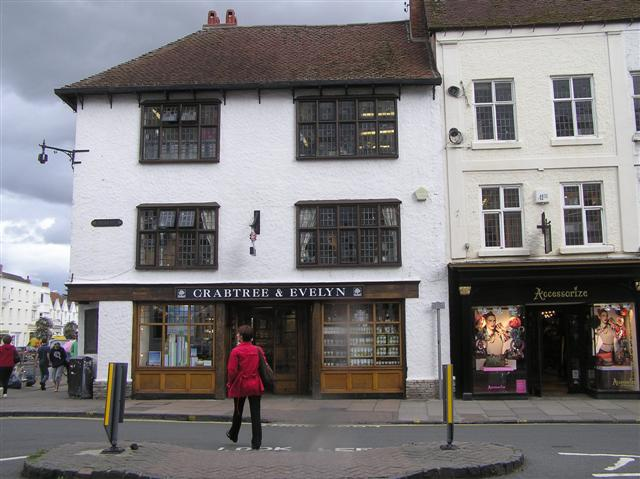
Crabtree & Evelyn, Stratford en Avon

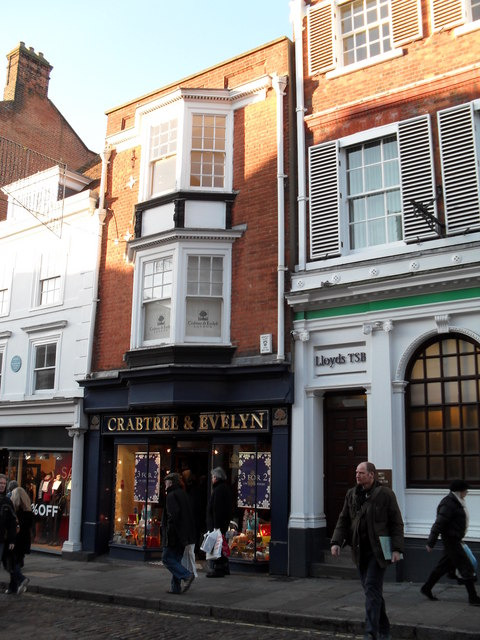
Crabtree & Evelyn en Guildford High Street

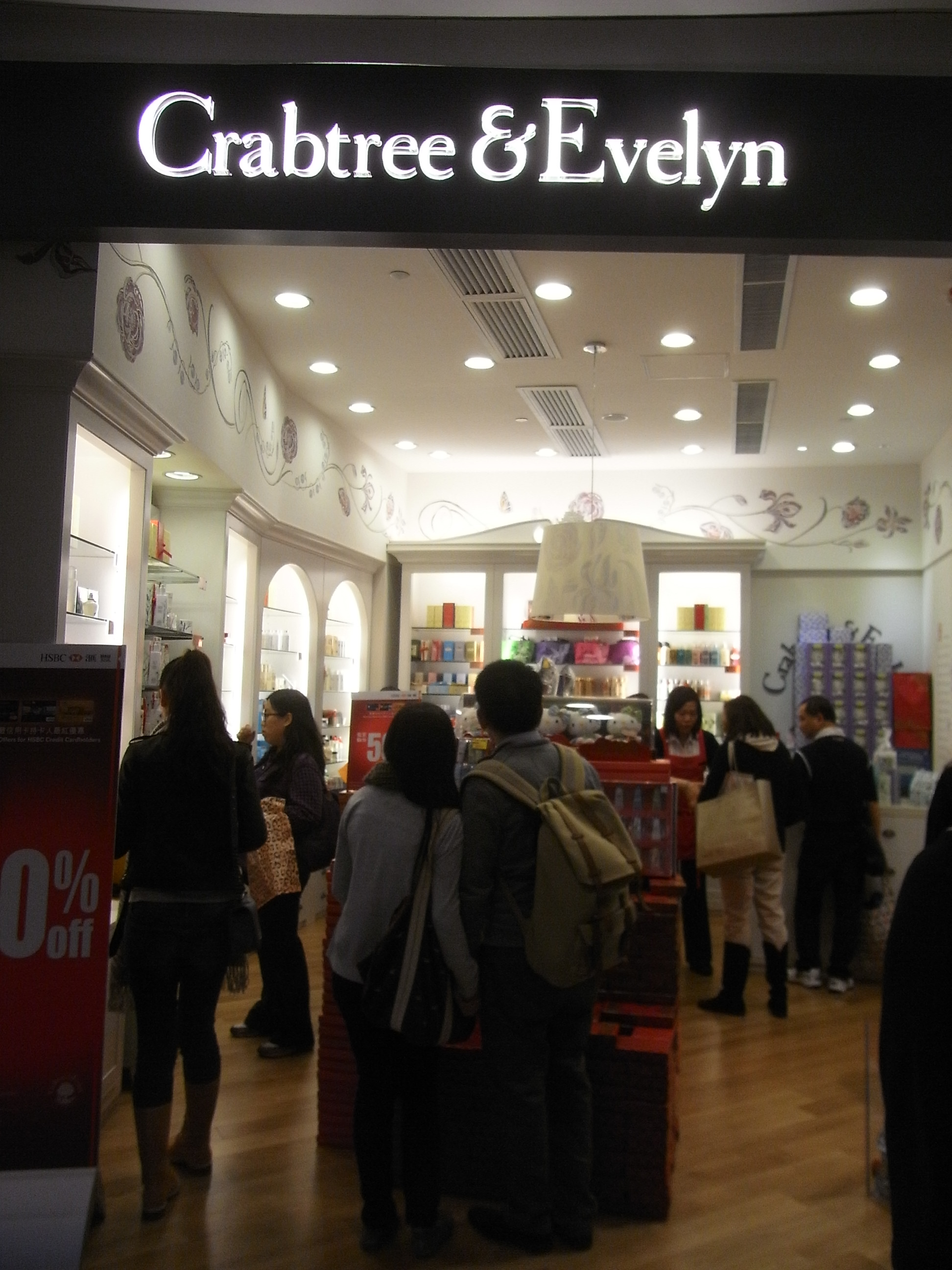
Crabtree & Evelyn, Hong Kong

Crabtree & Evelyn, es un minorista internacional estadounidense de productos para el cuerpo, las fragancias y el cuidado del hogar, con tiendas en todo el mundo. Fundada en Cambridge, Massachusetts, en 1973, la marca fue adquirida en octubre de 2016 por Nan Hai Corporation de Hong Kong.

## Historia
La compañía fue creada en 1972 en Cambridge, Massachusetts, por el empresario de Janus Films, Cyrus Harvey y el diseñador Peter Windett. Se abrió en una pequeña tienda de Cambridge, bajo el nombre de The Soap Box.
En 1971, el nombre cambió a Crabtree y Evelyn. En 1977, la empresa abrió un puesto en el nuevo Faneuil Hall Marketplace en Boston, y su primera tienda independiente fue inaugurada por Stephen Miller en el Montgomery Mall a las afueras de  Pensylvania. Harvey inventó los productos mientras que Windett hizo el diseño de los mismos. Los turistas estadounidenses buscaron la tienda en Inglaterra, lo que llevó a los fundadores a abrir su primera tienda en Kensington Church Street en 1980.
El nombre de la empresa, concebido por Harvey y Windett, se inspiró en el inglés renacentista del siglo XVII John Evelyn, que escribió una de las primeras obras importantes sobre conservación. También es conocido por sus escritos sobre alimentos, incluyendo un libro sobre ensaladas, en el que introdujo en Europa el primer  aderezo para ensaladas hecho con aceite de oliva. El árbol de cangrejo o Manzana Silvestre es nativo de Gran Bretaña y el antepasado de todos los manzanos cultivados Fue muy apreciado por su belleza, así como por su utilidad en la botica casera.

### Adquisiciones
En 1996, Cyrus Harvey decidió vender la empresa, que fue vendida a Kuala Lumpur Kepong Berhad y operada por una filial como CE Holdings. Mientras que la compañía holding de Kuala Lumpur la financia y gestiona, las operaciones cotidianas, como la investigación y el desarrollo, la fabricación y el diseño, siguen teniendo su sede en el Reino Unido y en los Estados Unidos.
En julio de 2009, Crabtree & Evelyn Ltd. solicitó la protección del Capítulo 11 de la ley de quiebra en el Tribunal de Distrito de los Estados Unidos en Manhattan. Tras la presentación de la solicitud, 30 de sus 126 tiendas con sede en los Estados Unidos cerraron. Las tiendas en el Reino Unido no se vieron afectadas por la presentación de la solicitud.
CE Holdings fue vendida a la compañía de inversiones con sede en Hong Kong Khuan Choo International Limited, a partir de julio de 2012, por 155.000.000 USD.
La marca fue adquirida en octubre de 2016, por Nan Hai Corporation de Hong Kong.
Múltiples tiendas en el Reino Unido han cerrado a partir de 2018, incluyendo Portsmouth, el Parque Dalton en Murton Seaham, y la tienda insignia de Glasgow en el centro comercial de Princes Square, después de luchar para obtener beneficios y el aumento de los costes de alquiler de los negocios. Todas las tiendas del Reino Unido cerrarán sus puertas a finales de 2019, a excepción de un nuevo concepto de tienda insignia en Islington, Londres.
A mediados de noviembre de 2018, se anunció que las operaciones de fabricación en Woodstock CT, cesarían en el año nuevo de 2019. A finales de noviembre de 2018, se anunció que todas las operaciones de venta al por menor y al por mayor dejarían de existir en todo el mundo, y que la empresa canadiense se declararía en quiebra.
La marca se relanzó el 16 de julio de 2019. Bajo su nuevo ethos "Born Curious, Grown Wild" los productos están disponibles para su compra en línea solamente.